# کوژوخ

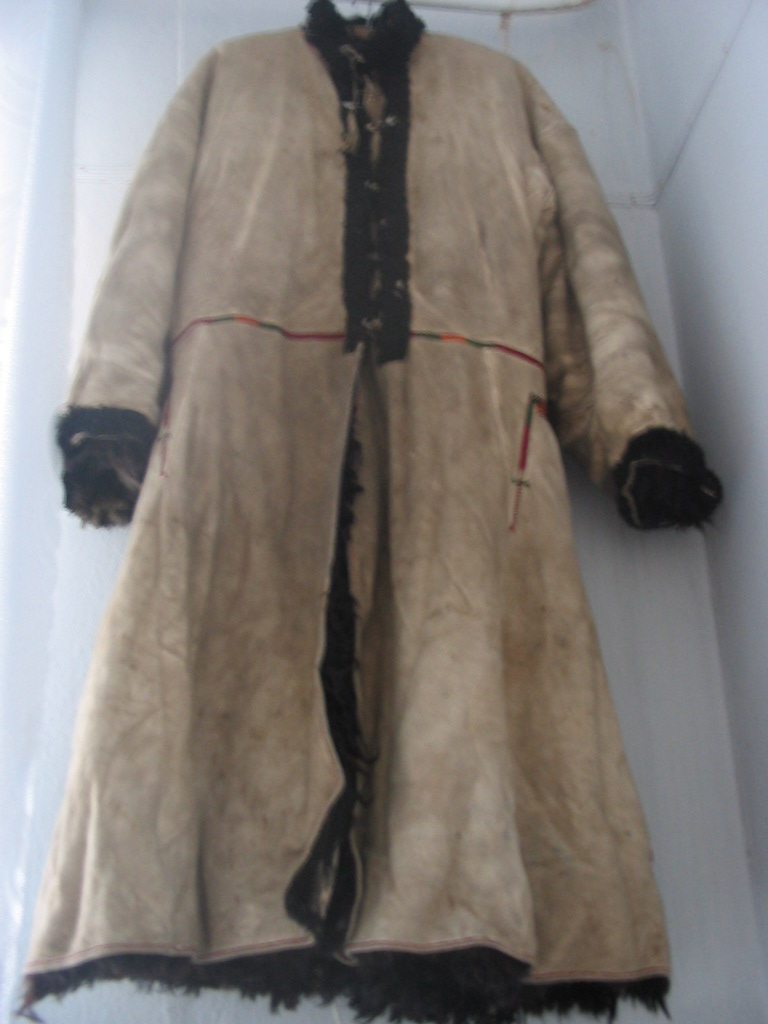
کوژوخ در موزۀ بوچاچ

کوژوخ (به اوکراینی: кожух) یک کت خز سنتی اوکراینی است.
معمولاً در زمستان پوشیده می‌شد، کوژوخ معمولاً از پوست گوسفند ساخته می‌شد که گاهی با گل‌دوزی و با چرم، ریسمان، منگوله و سایر لوازم تزئین می‌شد. آن‌ها در قسمت کمر تنگ بودند، گاهی اوقات بسیار بلند. دو نوع اصلی وجود داشت، آن‌هایی که پشت صاف داشتند و آن‌هایی که پشتشان جدا بود.
انواع کوژوخ در سرتاسر اوکراین پوشیده می‌شد، اما عمدتاً در منطقۀ رودخانه دنیپر میانی، از جمله کرانه-چپ و مناطق استپ، و در پولیسیا استفاده می‌شد. آن‌ها به ویژه در دورۀ هتمانات کازاک محبوب بودند، اگرچه در دورۀ روس کی‌یف نیز پوشیده می‌شدند. در دهۀ گذشته، کت‌هایی بر مبنای کوژوخ سنتی دوباره در اوکراین مد شده‌اند.

## فرهنگ عامه
در تولید مجموعۀ وایکینگ‌ها از شبکۀ تلویزیونی تاریخ، شخصیت شاهزاده اُلگ «پیامبر» اغلب با پوشش کوژوخ دیده می‌شود.